# Ева Гарсия Саенс де Уртури
Ева Гарсия Саенс де Уртури (на испански: Eva García Sáenz de Urturi) е испанска писателка на произведения в жанра трилър, криминален роман, исторически роман и паранормален любовен роман.

## Биография и творчество
Ева Гарсия Саенс де Уртури е родена през 1972 г. във Витория-Гастейс, Испания.
Завършва оптика и оптометрия в университета на Аликанте. След дипломирането си работи на управленски позиции в оптичния сектор в продължение на 10 години. След това работи в университета в Аликанте и прави презентации и курсове в социалните мрежи.
Заедно с работата си и отглеждането на двете си деца, започва да пише работейки по първия си ръкопис в продължение на 3 години. След като получава отказ от издателите, решава да публикува самостоятелно романа онлайн на Amazon.com. Изготвя собствена корица, проектира собствен уебсайт за книгата и популяризира романа си в интернет. Първият ѝ роман „La vieja familia“ (Старото семейство) от поредицата „Сага за дълголетието“ излиза през 2012 г. Младата археоложка Адриана започва работа в Археологическия музей в родния си град Сантандер. Там открива, че семейството на техническия директор Яго е на повече от 10 000 години, но изглеждат на 35. Започва опасна и сложна игра на власт и знание, през времето и историята. Харесана и препоръчана от читателите, поредицата се превръща в бестселър и литературен феномен в социалните мрежи, както и в казус за развитие извън традиционните книжарници.
През 2016 г. е издаден трилърът ѝ „Мълчанието на Белия град“ от едноименната поредица. Инспектор Унай Лопес де Аяла, експерт по криминални профили, разследва поредица от зловещи убийства свързани с ритуална символика, за които е осъден известният археолог Тасио Ортис де Сарате. Но преди да излезе от затвора престъпленията отново започват и инспектор Аяла ще трябва да отгатне злокобния замисъл на един престъпен ум с много по-висок коефициент на интелигентност. Книгата е екранизирана в едноименния филм с учястието на Белен Руеда и Аура Гаридо.
Ева Гарсия Саенс де Уртури живее със семейството си в Аликанте.

## Произведения

### Самостоятелни романи
- Pasaje a Tahití (2014)

### Серия „Сага за дълголетието“ (La saga de los longevos)
1. La vieja familia (2012)
2. Los hijos de Adán (2014)

### Серия „Мълчанието на Белия град“ (El silencio de la ciudad blanca)
1. El silencio de la ciudad blanca (2016)
Мълчанието на Белия град, изд.: ИК „Изток-Запад“, София (2018), прев. Катя Диманова
2. Los ritos del agua (2017)
Ритуалите на водата, изд.: ИК „Изток-Запад“, София (2018), прев. Мариана Китипова
3. Los señores del tiempo (2018)
Господарите на времето, изд.: ИК „Изток-Запад“ (2019), прев. Катя Диманова

### Екранизации
- 2019 El silencio de la ciudad blanca